# Anielin
Anielin [pronunciación en polaco: /aˈɲɛlin/] es un pueblo ubicado en el distrito administrativo de Gmina Poświętne, dentro del condado de Opoczno, Voivodato de Łódź, en el centro de Polonia. Se encuentra a unos 4 kilómetros al oeste de Poświętne, a 17 kilómetros al norte de Opoczno, y a 65 kilómetros al sureste de la capital regional Łódź.